# 小松伸生
小松 伸生（こまつ のぶお、1954年4月17日 - ）は、日本のテレビドラマプロデューサー。中京テレビ放送代表取締役会長。
元日本テレビ放送網プロデューサーで、総務局長、執行役員ドラマ局長、取締役経理局長、日本テレビホールディングス取締役経営管理局長などを歴任した。
東京都出身。

## 人物・経歴
一橋大学社会学部を卒業後、1978年に日本テレビ入社。同期に静岡第一テレビ代表取締役会長の桜田和之がいる。
「若草学園物語」のディレクター、「結婚しないかもしれない症候群」のプロデューサーを務めるなど、テレビドラマの製作を長く担当した。
1994年に営業局に異動。2001年営業局首都圏営業部長兼横浜支局長、2002年営業局営業推進部長、2003年営業局スポット営業部長、2004年6月総務局総務部長、2004年12月総務局株式部長兼総務部長、2005年6月総務局次長、2006年7月経営計画室長、2007年7月総務局長を歴任し、2009年7月には民放キー局初のドラマ局長に就任した。2011年6月に執行役員に昇進した。
2011年6月バップ監査役、2011年7月執行役員経理局長。2012年6月に取締役に昇進し、2012年10月からは持株会社である日本テレビホールディングスの取締役経営管理局長を兼務した。
2013年6月1日付で日本テレビHD及び日本テレビ役職を退任し、中京テレビ放送へ移籍して同社代表取締役副社長に就任。2016年6月21日付で代表取締役社長に昇格。2019年6月18日付で同社代表取締役会長に就任した。
また、中京ゴルフ倶楽部副理事長、2019 トヨタジュニアゴルフワールドカップ Supported by JAL 副会長、愛知・名古屋アジア競技大会組織委員会参与、第70回全国植樹祭愛知県実行委員会参与、名古屋フィルハーモニー交響楽団理事などを務めた。
2024年（令和6年）春の受勲に於いて旭日中綬章受章。

## 主な作品

### テレビドラマ
- 先生は一年生（1981年）演出
- 若草学園物語（1983年）演出
- 昨日、悲別で（1984年）演出
- 名門私立女子高校（1984年）演出
- ニッポン親不孝物語（1985年）演出
- ハーフポテトな俺たち（1985年）演出
- 新・熱中時代宣言（1986年）演出
- お父さん（1990年）演出
- M8.5直下型東京大地震（1990年）プロデュース
- 火の用心（1990年）プロデュース
- 天使の誕生（1991年）演出
- 助教授一色麗子 法医学教室の女（1991年）プロデュース
- 結婚しないかもしれない症候群（1991年）プロデュース
- まったナシ!（1992年）プロデュース
- 池中玄太83キロさよならスペシャル（1992年）プロデュース
- 西遊記（1993年の特番年）プロデュース
- ポケベルが鳴らなくて（1993年）プロデュース
- そのうち結婚する君へ（1994年）プロデュース
- 西遊記（1994年）プロデュース

### 映画
- 怪物くん（2010年）製作指揮